# 唐纳山麓施泰因巴赫
唐纳山麓施泰因巴赫是德国莱茵兰-普法尔茨州的一个市镇。总面积4.43平方公里，总人口773人，其中男性378人，女性395人（2011年12月31日），人口密度174人/平方公里。